# Eduard Baghirov
Eduard Ismailovici Baghirov (în rusă Эдуа́рд Исмаи́лович Баги́ров, în azeră Eduard İsmayıl oğlu Bağırov; n. 25 octombrie 1975, Marî, Turkmenistan – d. 12 aprilie 2023, Moscova, Rusia) a fost un scriitor și blogger rus de origine azeră. Acesta a fost arestat la Chișinău (Republica Moldova) în vara anului 2011, pentru că ar fi participat și organizat protestele violente din aprilie 2009. Ulterior, acesta a evadat din arestul la domiciliu (Chișinău). Acesta a reușit să treacă vama moldo-ucraineană și să ajungă cu avionul la Moscova.

## Biografie
Baghirov s-a născut în RSS Turkmenă în Mary la 25 octombrie 1975, iar din 1994 trăiește la Moscova. Între 2005 - 2012 a fost unul dintre editorii site-ului literar Litprom.ru.
În 2007, Baghirov a scris romanul "Gastarbaiterul" (Гастарбайтер), care povestește despre aventurile unui băiat care a venit fără un ban pentru a "cuceri" Moscova.
În noiembrie 2008, a publicat al doilea roman "Amanții" (Любовники). Romanul continuă povestea din "Gastarbaiter", în același timp, fiind un produs complet independent.
În vara anului publică 2010, romanul "Idealistul" (Идеалист). În 2012, el a devenit una dintre persoanele de încredere a lui Vladimir Putin la alegerile prezidențiale din Rusia.

### În Republica Moldova
Pe blogul său, Baghirov a dedicat multe postări situației politice din Republica Moldova, inclusiv evenimentelor din aprilie 2009, criticând guvernarea comunistă, dar și cea a Alianței pentru Integrare Europeană (2009-13). Majoritatea postărilor sale abundă în limbaj necenzurat.
Acesta a fost reținut la Chișinău pe 16 iunie 2011, fiind acuzat de participare și organizare a dezordinilor în masă din aprilie 2009. La 12 octombrie 2011, Procuratura Generală a Republicii Moldova a anunțat că a ajuns la concluzia că în decursul anului 2008 – primul trimestru 2009, Baghirov infiltrându-se activ în mediul social în calitate de „blogger”, „scriitor” și utilizând tehnologii de manipulare a maselor, a participat activ la elaborarea și realizarea măsurilor de factură provocatoare, orientate la subminarea procesului pre și post electoral pentru alegerile parlamentare din 05.04.2009. Potrivit planului subversiv, aceste distorsionări urmau să poarte caracterul unei „revoluții Twitter”, iar responsabilitățile pentru consecințele grave ale acțiunilor violente - puse pe seama forțelor de opoziție.
Ulterior (între 18 și 19 octombrie 2011) acesta a reușit să evadeze în Ucraina, până la Odesa, de unde a luat avionul spre Moscova. Primul mesaj transmis de acolo a fost "Salutări pazei moldovenești".
Pe 24 aprilie 2015, aflându-se în Federația Rusă, Eduard Baghirov a fost condamnat la 5 ani închisoare în Republica Moldova, printr-o sentință pronunțată de Judecătoria sectorului Buiucani (Chișinău), după ce procurorii au demonstrat vinovăția acestuia în participarea în cadrul unui grup criminal organizat la dezordinile în masă din aprilie 2009.

## Lucrări publicate
- «Гастарбайтер» („Gastarbaierul”). — Moscova, 2007; tiraj 100000 — ISBN 978-5-903396-05-4
- «Любовники» („Amanții”). — Moscova, 2008; tiraj 50000 — ISBN 978-5-17-056468-2
- «Идеалист» („Idealistul”). — Moscova, 2010; tiraj 15000 — ISBN 978-5-17-060679-5